# Lidingö museum

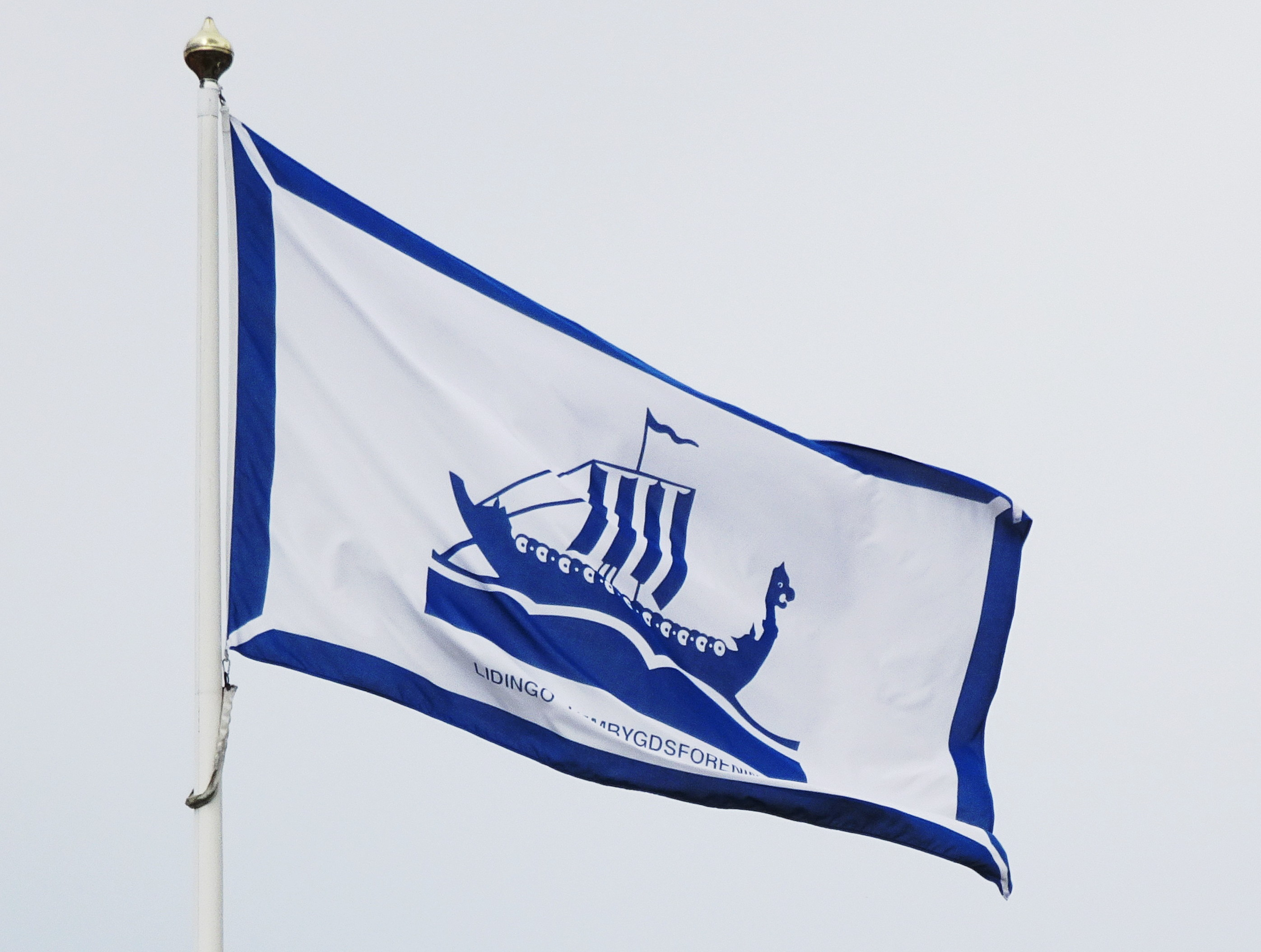
Lidingö museum flaggan, 2021.

Lidingö museum är ett hembygdsmuseum i kvarteret Holmia vid Lejonvägen 26A i kommundelen Hersby i Lidingö kommun. Museet finns i före detta Villa Fornboda från 1907 och visar permanenta utställningar om Lidingös utveckling under 1900-talet. Där finns också en sekelskiftessalong och en museibutik.

## Byggnaden

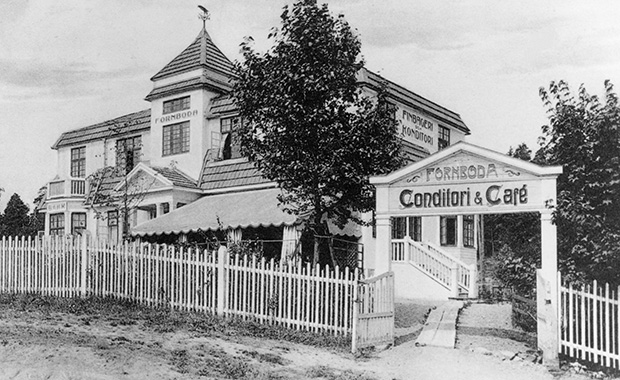
Fornboda Conditori & Café, 1912.

Villa Fornboda uppfördes 1907 i kvarteret Holmia efter arkitekterna Carl Kempendahls och David Lundegårdhs ritningar och representerar ett av de tidigast uppförda husen i den då nybildare Lidingö villastad. Namnet ”Fornboda” återspeglar dåtidens intresse för forntid och allmogekultur. Byggnaden var dock modern för sin tid med ljusa putsmurar och stora fönster och skulle uppfylla krav på närservice. I villans övervåning låg bostäder och i bottenvåningen hade Fornboda Conditori & Café sina lokaler, år 1937 namnändrat till Astrea, uppkallat efter närbelägna kvarteret Astrea. År 1992 flyttade Konditori Princess in dessa lokaler. 
Under Fornbodas första år drev Villabolaget en privat småskola i huset. Efter en kort tid flyttade skolan till närbelägna Vattängens gård där Villabolaget hade sitt kontor. I ett rum till vänster om entrén inrymdes under en kort period en bank, som på 1920-talet ombyggdes till Lidingös polisstation. Mellan 1916 och 1958 hade frisörmästaren, tillika fältskären, David Borgh sin salong i huset med ingång från gaveln. Därefter följde flera frisersalonger, den sista var Mustafa Frisören mellan 1983 och 1995, då salongen flyttade till nya Lidingö centrum.

## Verksamhet
Museet öppnade i juni 1998 i det då nyrenoverade kommunalt ägda Villa Fornboda vid Lejonvägen. och som drivs av Lidingö hembygdsförening. 

## Bilder

Exteriör
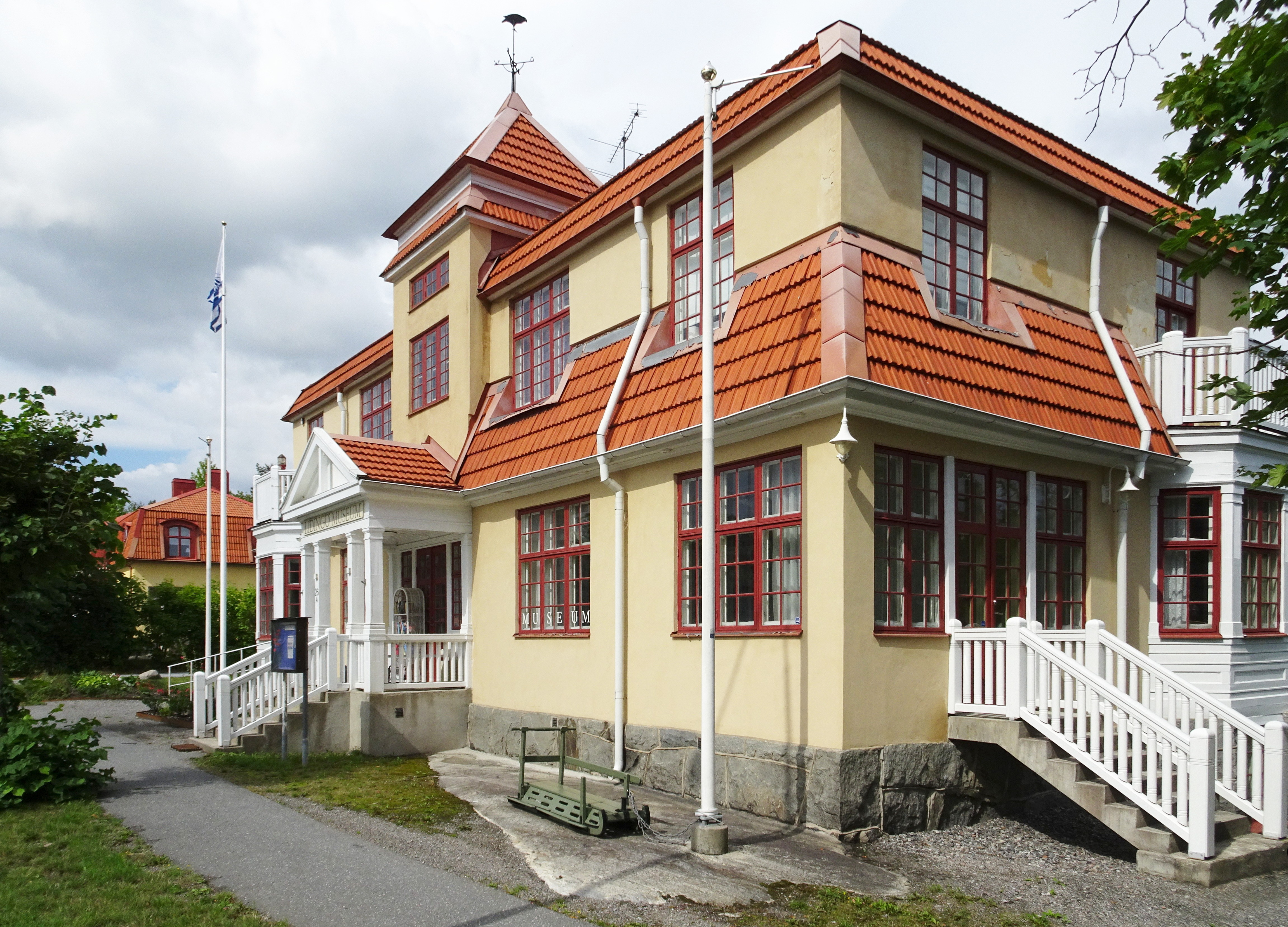
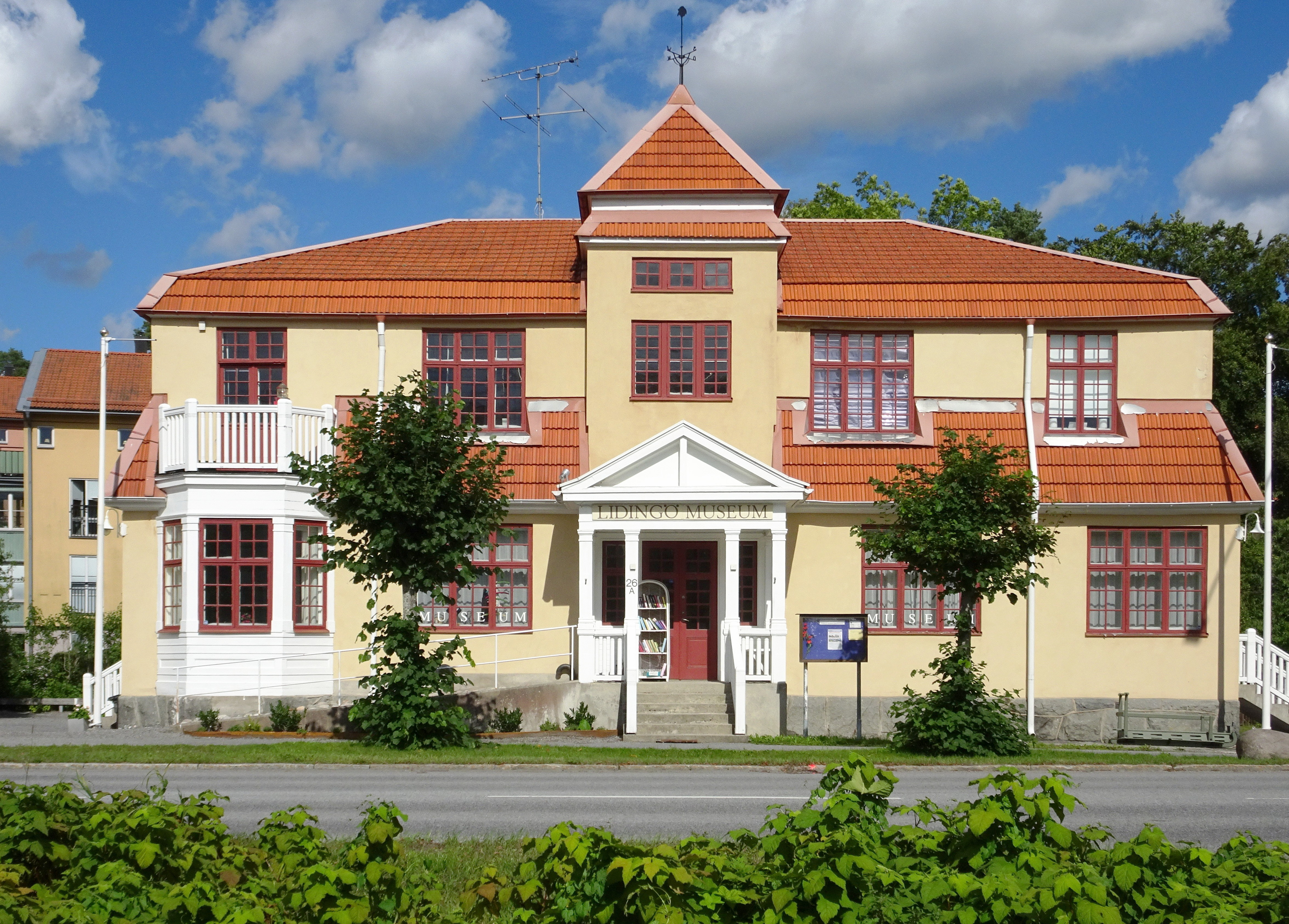
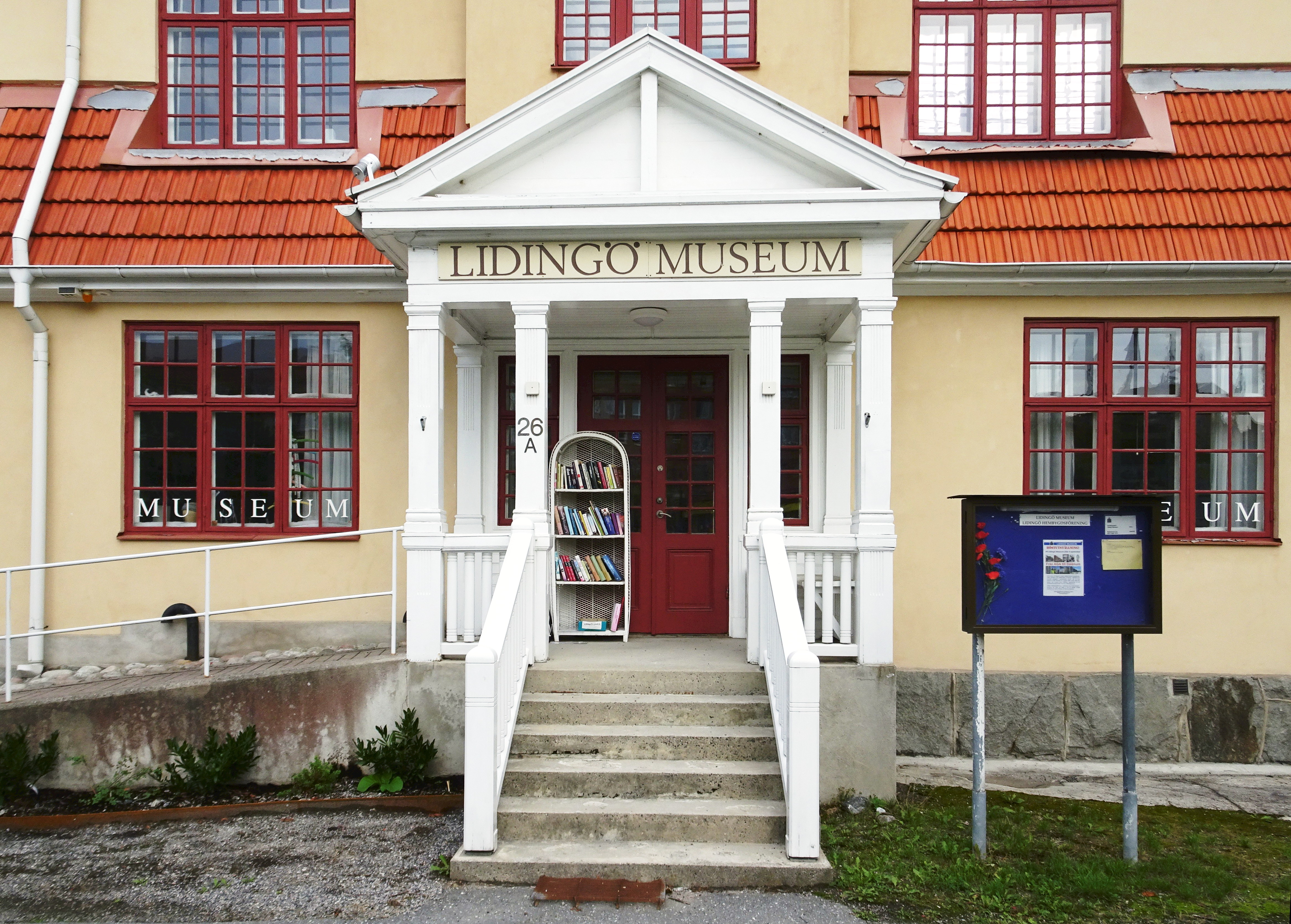
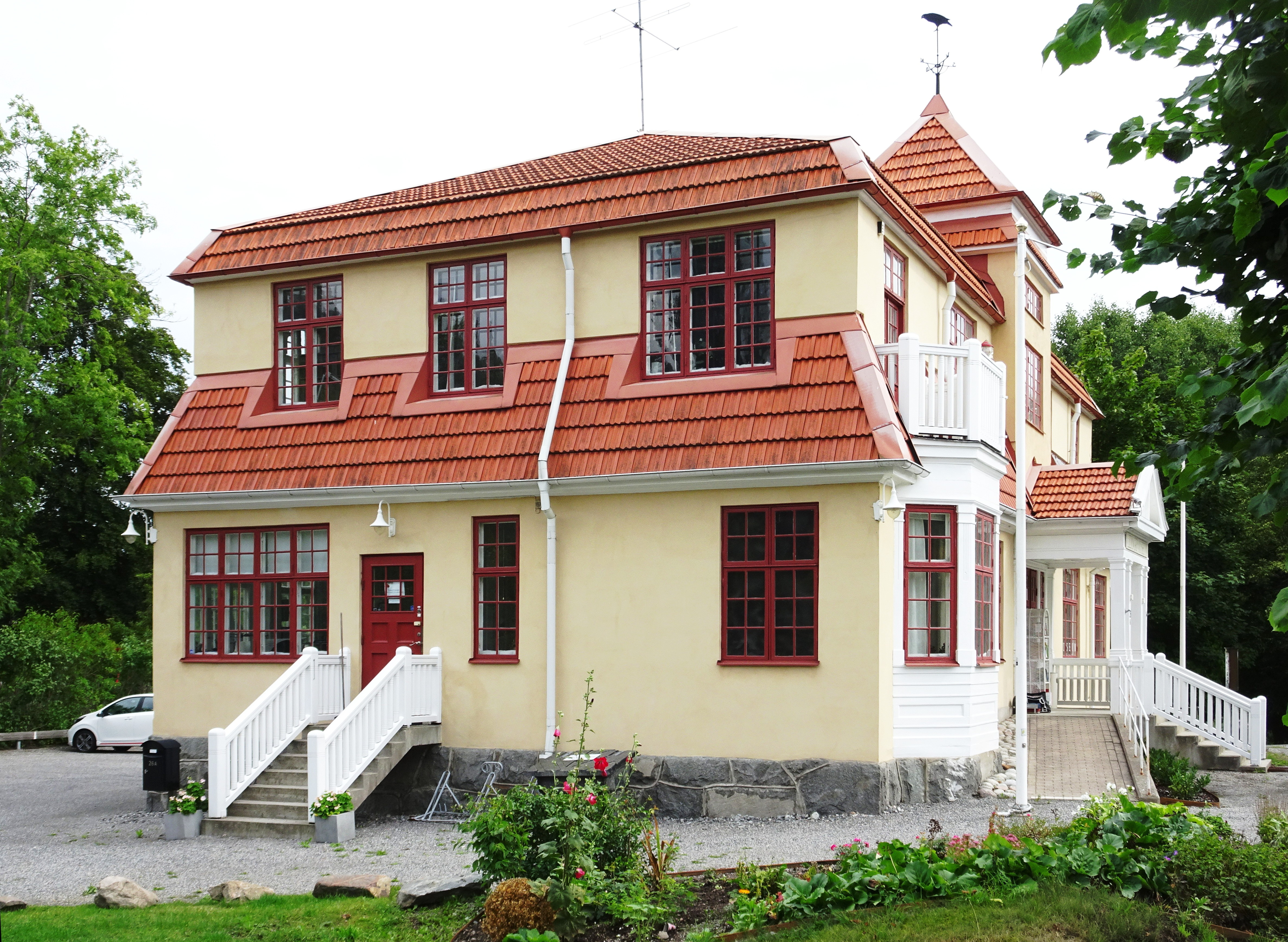

Interiör
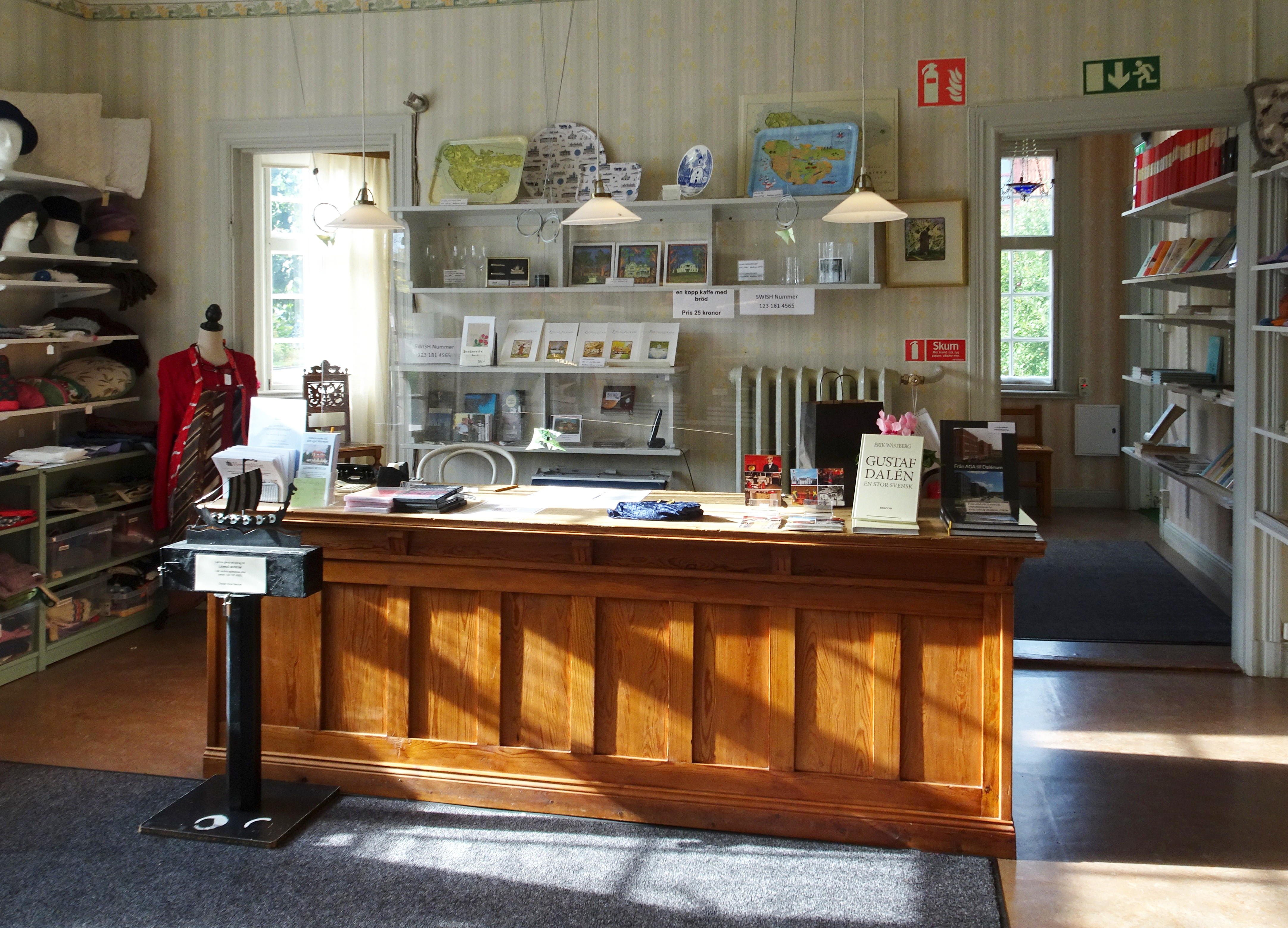
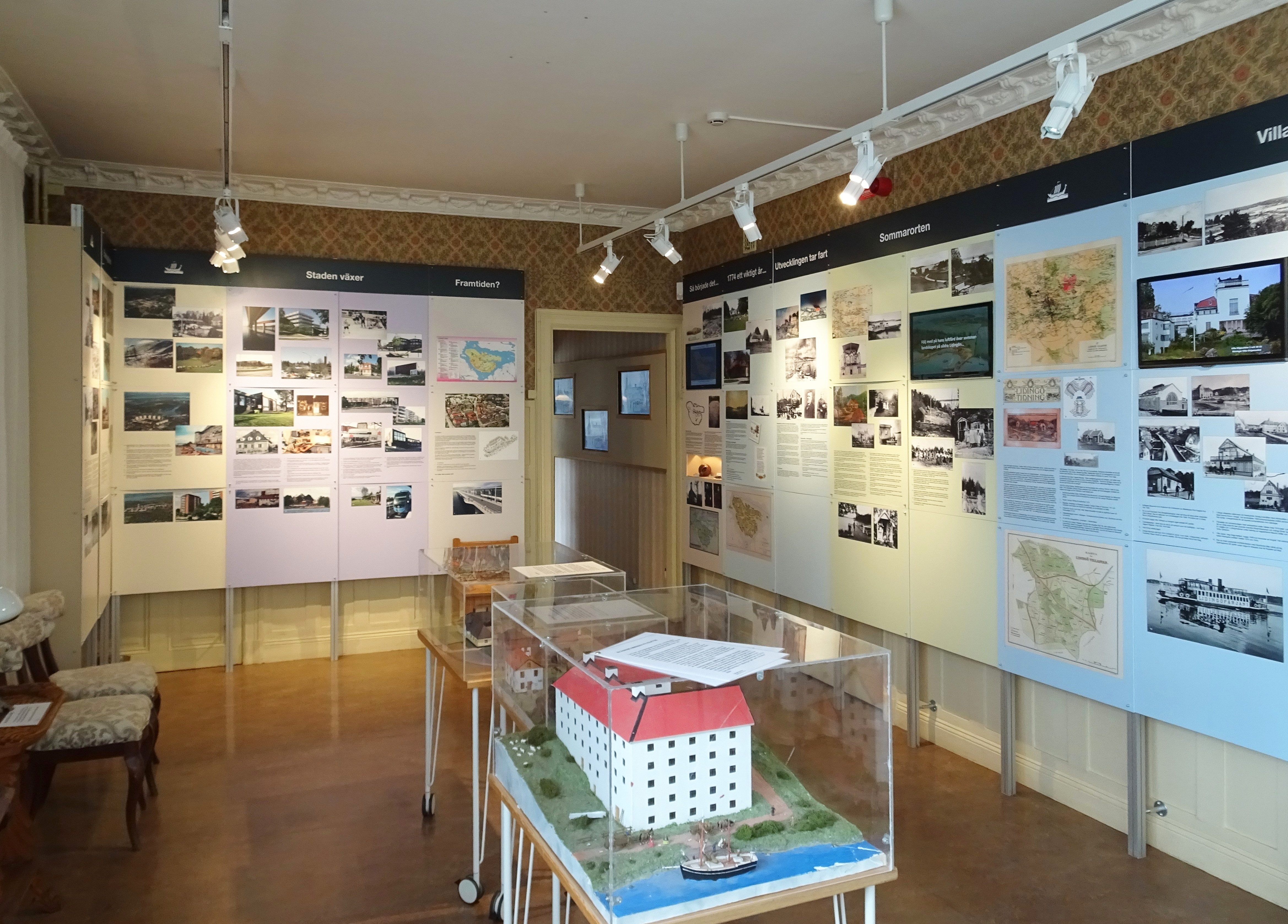
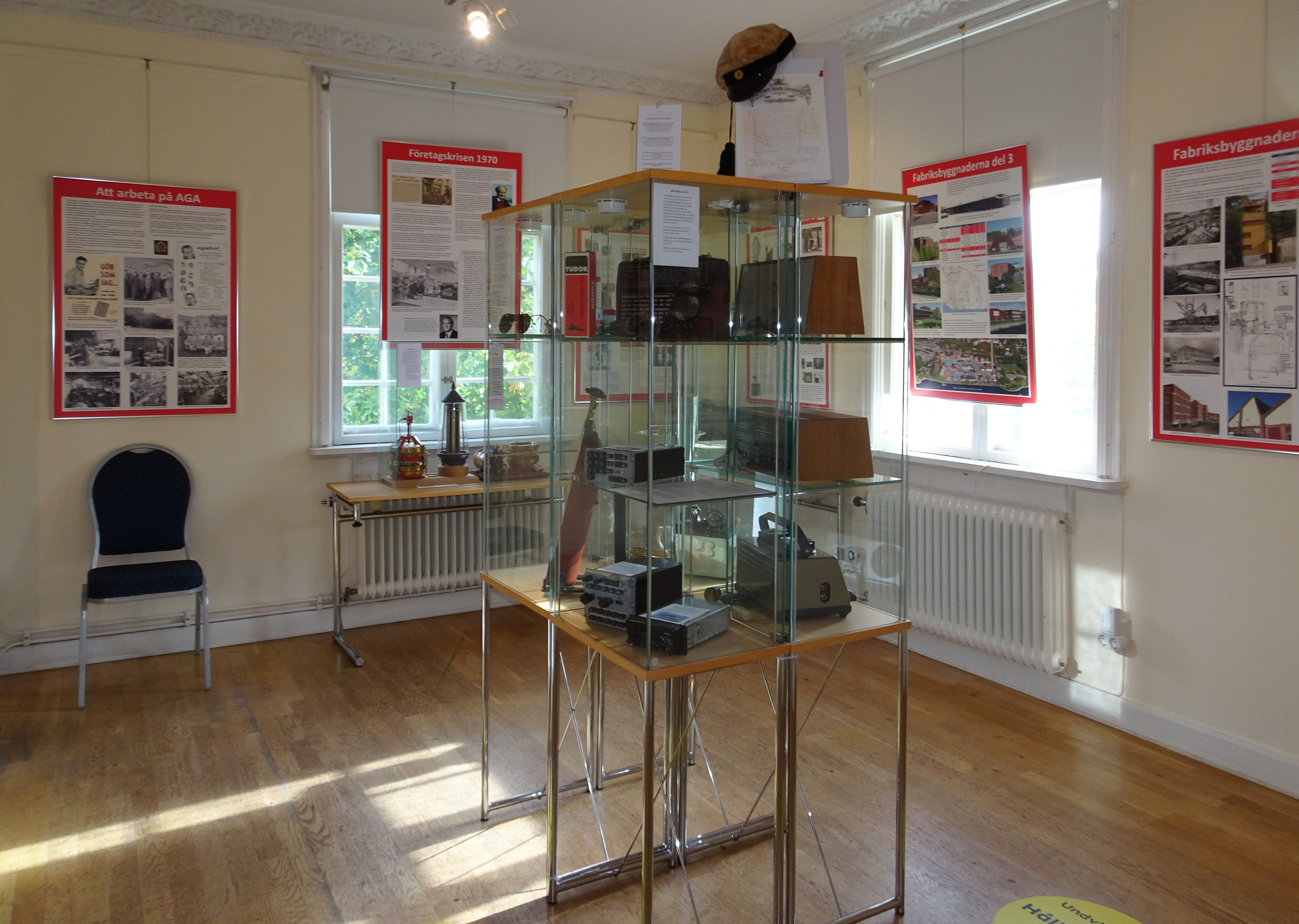
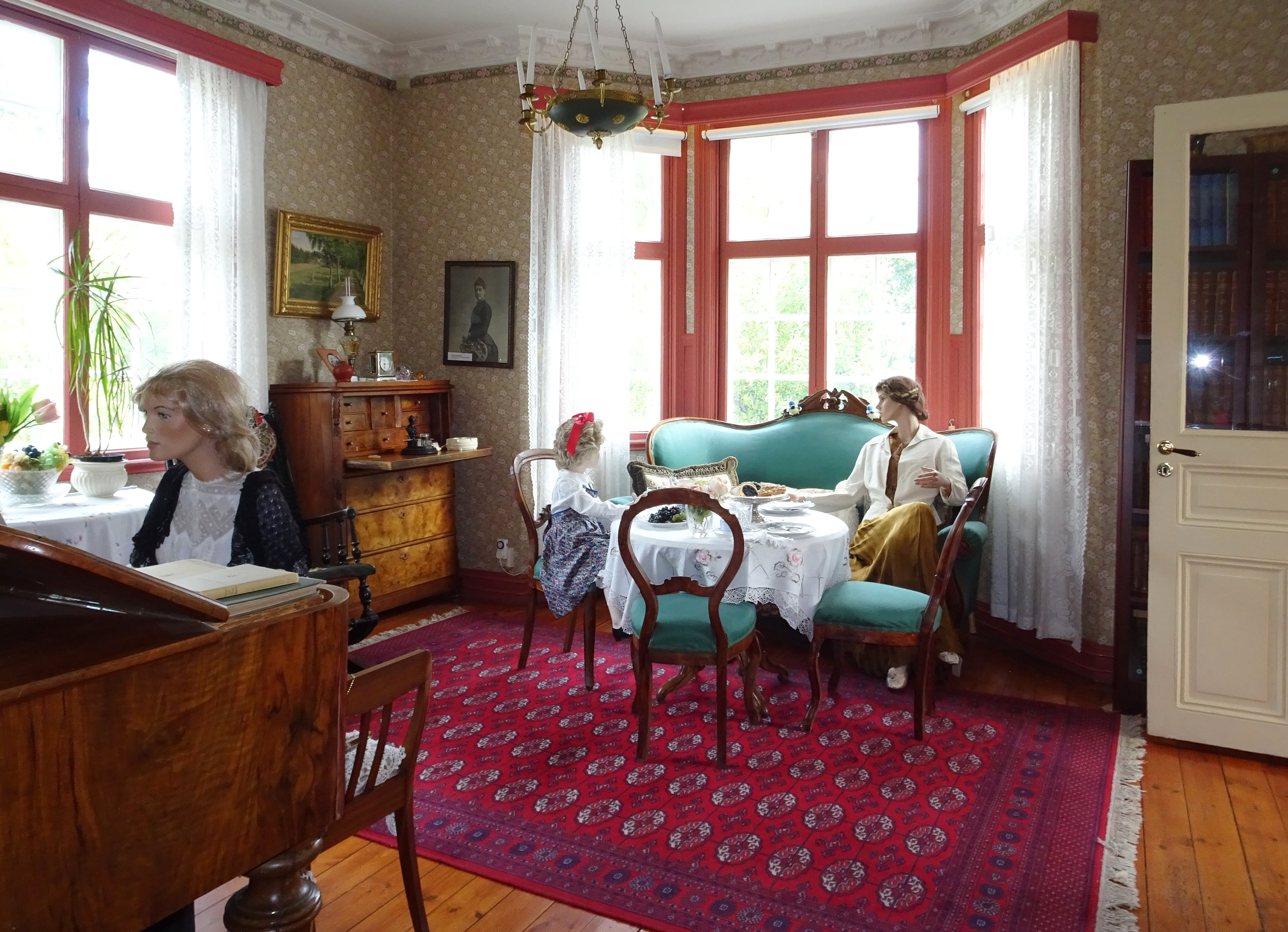